# Xcala
Xcala será un edificio de 83 metros de altura y 27 plantas ubicado en el cantón de Curridabat, San José, Costa Rica, frente del Colegio Federado de Ingenieros y Arquitectos. La torre se encuentra como un proyecto pospuesto por varios años desde su lanzamiento inicial, debido a factores económicos y bajas ventas de condominios. Aunque la constructora no ha emitido noticias sobre la cancelación definitiva del proyecto, desde el año 2021 no hay mayor información sobre su futuro y posible desarrollo.

## Características
La torre, por su altura, se convertirá en uno de los edificios más altos de Curridabat y de Costa Rica. Este edificio será desarrollado por la empresa Civitar Desarrolladores, la empresa responsable de proyectos como iFreses (ubicado en Curridabat), Ü Nunciatura (Rohrmoser), Nunciatura Flats (Rohrmoser) y Dent Oficentro (San Pedro) y este lo comenzará a construir estimadamente a partir del año 2022, y será una inversión de $30 millones, desarrollado por la  Constructora Volio & Trejos y Grupo Pijao.